# التفاعل المتسلسل (النحت)
رد الفعل المتسلسل (بالإنجليزية: Chain Reaction)‏ هو نصب تذكاري للسلام ومنحوتة فنية عامة مكونة من إطار معدني من الفولاذ المقاوم للصدأ والألياف الزجاجية محاطًا بالخرسانة، ويصور سحابة عيش الغراب الناتجة عن انفجار نووي . صممه رسام الكاريكاتير التحريري الأمريكي بول كونراد وبناه بيتر إم كارلسون، تم تركيب التمثال الذي يبلغ ارتفاعه خمسةو نصف طن وارتفاعه ثمانية أمتار ستة وعشرون قدمًا في عام 1991 بجوار مركز سانتا مونيكا المدني في سانتا مونيكا، كاليفورنيا .  
1. ↑  Santa Monica Art Trek Map نسخة محفوظة 2012-08-29 على موقع واي باك مشين.. Santa Monica Convention and Visitors Bureau. 2011. Retrieved October 7, 2014.
2. ↑  Rogers, J. (July 15, 2012). Aging anti-war sculpture prompts explosive debate نسخة محفوظة January 12, 2014, على موقع واي باك مشين.. Associated Press. WVLT. Retrieved October 7, 2014.